# Owen Nolan
Owen Liam Nolan (Belfast, 12 febbraio 1972) è un ex hockeista su ghiaccio canadese che ha giocato come ala destra nella National Hockey League.
Nel corso della propria carriera ha indossato le maglie di Quebec Nordiques, Colorado Avalanche, San Jose Sharks, Toronto Maple Leafs, Phoenix Coyotes, Calgary Flames e Minnesota Wild, oltre a un campionato giocato con i ZSC Lions in Lega Nazionale A. Nato in Irlanda del Nord Nolan è cresciuto a Thorold e ha indossato la maglia della nazionale canadese.

## Carriera

### Club
Nato a Belfast, in Irlanda del Nord, Owen Nolan si trasferì con la famiglia all'età di sette mesi a Thorold, cittadina dell'Ontario dove iniziò a praticare l'hockey su ghiaccio. A livello giovanile giocò nella Ontario Hockey League con i Cornwall Royals. Nolan fu scelto come prima scelta assoluta dai Quebec Nordiques in occasione dell'NHL Entry Draft 1990, e giocò con loro fino all'inizio della stagione 1995-96, giocando nove partite con la maglia dei Colorado Avalanche in seguito al trasferimento dei Nordiques. Nell'ottobre del 1995 passò ai San Jose Sharks in cambio del difensore lettone Sandis Ozoliņš.
Con la maglia degli Sharks Nolan fu scelto come capitano, ruolo ricoperto dal 1998 al 2003, e registrò la migliore stagione dal punto di vista realizzativo della carriera nel campionato 1999-2000, concludendo la stagione con 44 reti e 40 assist in 78 partite giocate. Nolan fu ceduto ai Toronto Maple Leafs poco prima della fine del mercato NHL nella primavera del 2003 in cambio di Alyn McCauley, Brad Boyes e una prima scelta al Draft 2003. Tuttavia nella stagione successiva a causa di numerosi infortuni Nolan non fu in grado di tornare ai livelli raggiunti nel periodo di San Jose.
Owen Nolan entrò al centro di forti discussioni con i Maple Leafs a causa del rinnovo del contratto: infatti in seguito alla cancellazione della stagione 2004-05 e a causa del nuovo salary cap la franchigia di Toronto non voleva considerate valida una clausola contenuta nel contratto che avrebbe concesso i 12 milioni di dollari pattuiti al giocatore. La questione fu risolta nel 2006 grazie a un arbitrato, tuttavia l'esito della controversia rimase segreto.
Owen Nolan, dopo aver saltato anche la stagione 2005-06 per riprendersi dagli infortuni, firmò da free agent un contratto annuale con i Phoenix Coyotes. L'estate successiva vestì invece la maglia dei Calgary Flames. Il 22 ottobre 2007 Nolan raggiunse quota 1000 gare giocate in NHL, mentre il 30 gennaio 2008 mise a segno l'undicesimo hat trick in carriera contro i San Jose Sharks, il primo dal 1999. In occasione dei playoff 2008 tornò inoltre a segnare una rete nella postseason per la prima volta dal 2002.
Il 6 luglio 2008 Nolan firmò un contratto biennale con i Minnesota Wild. Ritornato free agent prima della stagione 2010-11 Nolan, nonostante la volontà di continuare a giocare nella NHL, non trovò alcuna squadra disponibile a ingaggiarlo. Alla fine nel mese di ottobre trovò un contratto con i ZSC Lions, squadra della Lega Nazionale A.
Il 4 agosto 2011 Nolan firmò un contratto di tryout con i Vancouver Canucks, tentando il ritorno in NHL dopo la stagione trascorsa in Svizzera. Il 25 settembre fu liberato dalla franchigia canadese per motivi familiari. Il 7 febbraio 2012 Nolan annunciò con una conferenza stampa a San Jose il proprio ritiro definitivo dall'attività agonistica, pochi giorni prima del suo quarantesimo compleanno.

### Nazionale
Owen Nolan esordì con la nazionale maggiore del Canada in occasione del mondiale 1997 svoltosi in Finlandia, conquistando la medaglia d'oro. Cinque anni più tardi, nel febbraio 2002, vinse la medaglia d'oro olimpica ai giochi di Salt Lake City 2002.

## Palmarès

### Nazionale
- Giochi olimpici: 1

Salt Lake City 2002
- Campionato mondiale di hockey su ghiaccio: 1

Finlandia 1997

### Individuale
- NHL All-Star Game: 5

1992, 1996, 1997, 2000, 2002
- OHL Rookie of the Year Emms Family Award: 1

1988-1989
- OHL Top Scoring Right Winger Jim Mahon Trophy: 1

1989-1990